# BBC Coventry and Warwickshire
BBC Coventry and Warwickshire – brytyjska stacja radiowa, należąca do publicznego nadawcy radiowo-telewizyjnego BBC i pełniąca w jego sieci rolę stacji lokalnej dla miasta Coventry oraz hrabstwa Warwickshire. Stacja została uruchomiona po raz pierwszy w 1990, ale już w 1995 uległa likwidacji, zaś jej miejsce w eterze zajęło BBC WM, w ramach którego nadawano jedynie rozszczepiane pasmo lokalne dla Coventry i Warwickshire. Po dziesięcioletniej przerwie stacja ponownie zaczęła nadawać samodzielnie w dniu 3 września 2005 roku. Obecnie jest dostępna w analogowym i cyfrowym przekazie naziemnym, a także w Internecie.
Siedzibą stacji jest ośrodek BBC w Coventry. Oprócz produkowanych tam audycji własnych, stacja transmituje również programy siostrzanych stacji lokalnych BBC z Leeds, Birmingham i Shrewsbury, a także nocne pasmo ogólnokrajowego BBC Radio 5 Live.